# باب کلارک (ورزشکار)
باب کلارک (انگلیسی: Bob Clark; ۲۸ ژانویهٔ ۱۹۱۳ – ۱۳ مهٔ ۱۹۷۶) ورزشکار دو و میدانی اهل ایالات متحده آمریکا بود.